# Федорівська сільська рада (Новотроїцький район)
Фе́дорівська сільська́ ра́да — адміністративно-територіальна одиниця та орган місцевого самоврядування в Новотроїцькому районі Херсонської області. Адміністративний центр — село Федорівка.

## Загальні відомості
Федорівська сільська рада утворена в 1943 році.
- Територія ради: 123,262 км²
- Населення ради: 1 657 осіб (станом на 2001 рік)

## Населені пункти
Сільській раді підпорядковані населені пункти:
- с. Федорівка
- с. Кривий Ріг
- с. Метрополь

## Склад ради
Рада складається з 16 депутатів та голови.
- Голова ради: Ганюков Юрій Георгійович
- Секретар ради: Івлєва Надія Миколаївна

### Керівний склад попередніх скликань
| Прізвище, ім'я, по батькові | Основні відомості                                                                                          | Дата обрання | Дата звільнення |
| --------------------------- | --- | ------------ | --------------- |
| Ганюков Юрій Георгійович    | Сільський голова, 1970 року народження, освіта вища, член Соціал-демократичної партії України (об'єднаної) | 26.03.2006   | 31.10.2010      |
| Ганюков Юрій Георгійович    | Сільський голова, 1970 року народження, освіта вища, член Партії регіонів                                  | 31.10.2010   |                 |

Примітка: таблиця складена за даними сайту Верховної Ради України

### Депутати
За результатами місцевих виборів 2010 року депутатами ради стали:

#### За суб'єктами висування
| Суб'єкт висування           | Кількість обраних депутатів | %    |
| --------------------------- | --------------------------- | ---- |
| Партія регіонів             | 13                          | 81,3 |
| Комуністична партія України | 2                           | 12,5 |
| Партія «Справедливість»     | 1                           | 6,3  |

#### За округами
| № округу                    | Прізвище, ім'я, по батькові        | Дата визнання обраним | Освіта  | Партійна приналежність            | Відомості про обраного депутата                |
| --------------------------- | ---------------------------------- | --------------------- | ------- | --------------------------------- | ---------------------------------------------- |
| Комуністична партія України |                                    |                       |         |                                   |                                                |
| 3                           | Злотська Світлана Миколаївна       | 31.10.2010            | вища    | позапартійна                      | Федорівська загальноосвітня школа, вчитель     |
| 14                          | Єльник Микола Миколайович          | 31.10.2010            | середня | член Комуністичної партії України | тимчасово не працює                            |
| Партія регіонів             |                                    |                       |         |                                   |                                                |
| 1                           | Нестеренко Тетяна Василівна        | 31.10.2010            | вища    | член Партії регіонів              | Федорівська загальноосвітня школа, вчитель     |
| 2                           | Баракова Олена Георгіївна          | 31.10.2010            | середня | член Партії регіонів              | Фельдшерсько-акушерський пункт, медична сестра |
| 4                           | Коваленко Любов Іванівна           | 31.10.2010            | середня | член Партії регіонів              | Агрофірма «Сиваш», кухар                       |
| 6                           | Гладиш Тетяна Володимирівна        | 14.11.2010            | вища    | член Партії регіонів              | Федорівська загальноосвітня школа, вчитель     |
| 7                           | Нестеренко Олена Михайлівна        | 31.10.2010            | середня | член Партії регіонів              | тимчасово не працює                            |
| 8                           | Грязнова Віра Петрівна             | 31.10.2010            | середня | член Партії регіонів              | пенсіонер                                      |
| 9                           | Івлєва Надія Миколаївна            | 31.10.2010            | вища    | член Партії регіонів              | Федорівська загальноосвітня школа, секретар    |
| 10                          | Івіна Віра Василівна               | 31.10.2010            | середня | член Партії регіонів              | приватний підприємець                          |
| 11                          | Шкроб Тетяна Миколаївна            | 31.10.2010            | середня | член Партії регіонів              | тимчасово не працює                            |
| 12                          | Тимошенко Тетяна Петрівна          | 31.10.2010            | середня | член Партії регіонів              | тимчасово не працює                            |
| 13                          | Нестеренко Ольга Леонідівна        | 05.11.2010            | вища    | член Партії регіонів              | Метропільска загальноосвітня школа, вчитель    |
| 15                          | Харковська Любов Миколаївна        | 31.10.2010            | вища    | член Партії регіонів              | Метропільска загальноосвітня школа, вчитель    |
| 16                          | Багданович Олександр Володимирович | 31.10.2010            | вища    | член Партії регіонів              | Метропільска загальноосвітня школа, директор   |
| Партія «Справедливість»     |                                    |                       |         |                                   |                                                |
| 5                           | Турченко Валерій Олександрович     | 31.10.2010            | середня | член Партії «Справедливість»      | приватний підприємець                          |